# 羅特湖 (羅特縣)
49°13′38″N 11°11′43″E / 49.22722°N 11.19528°E

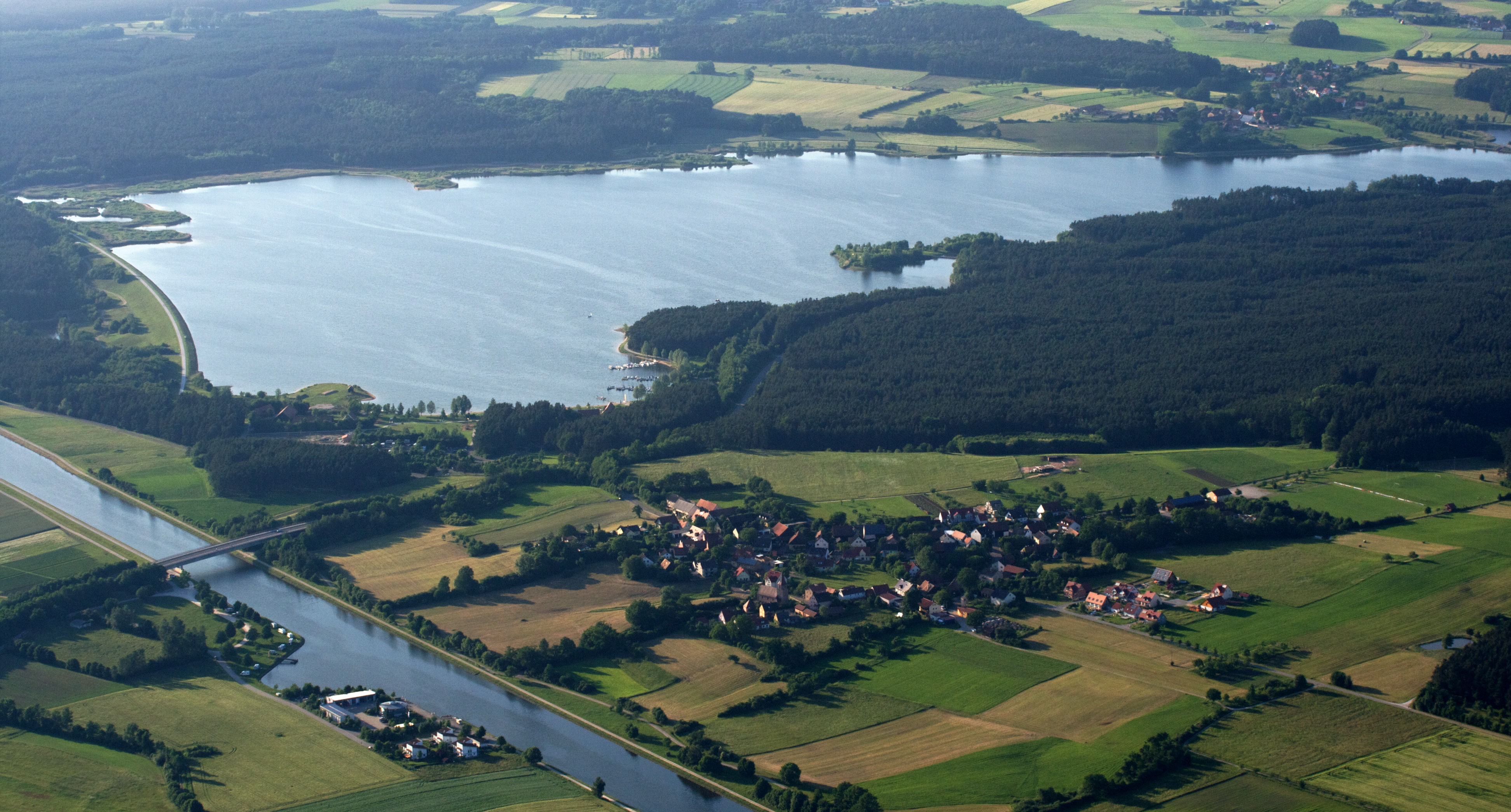

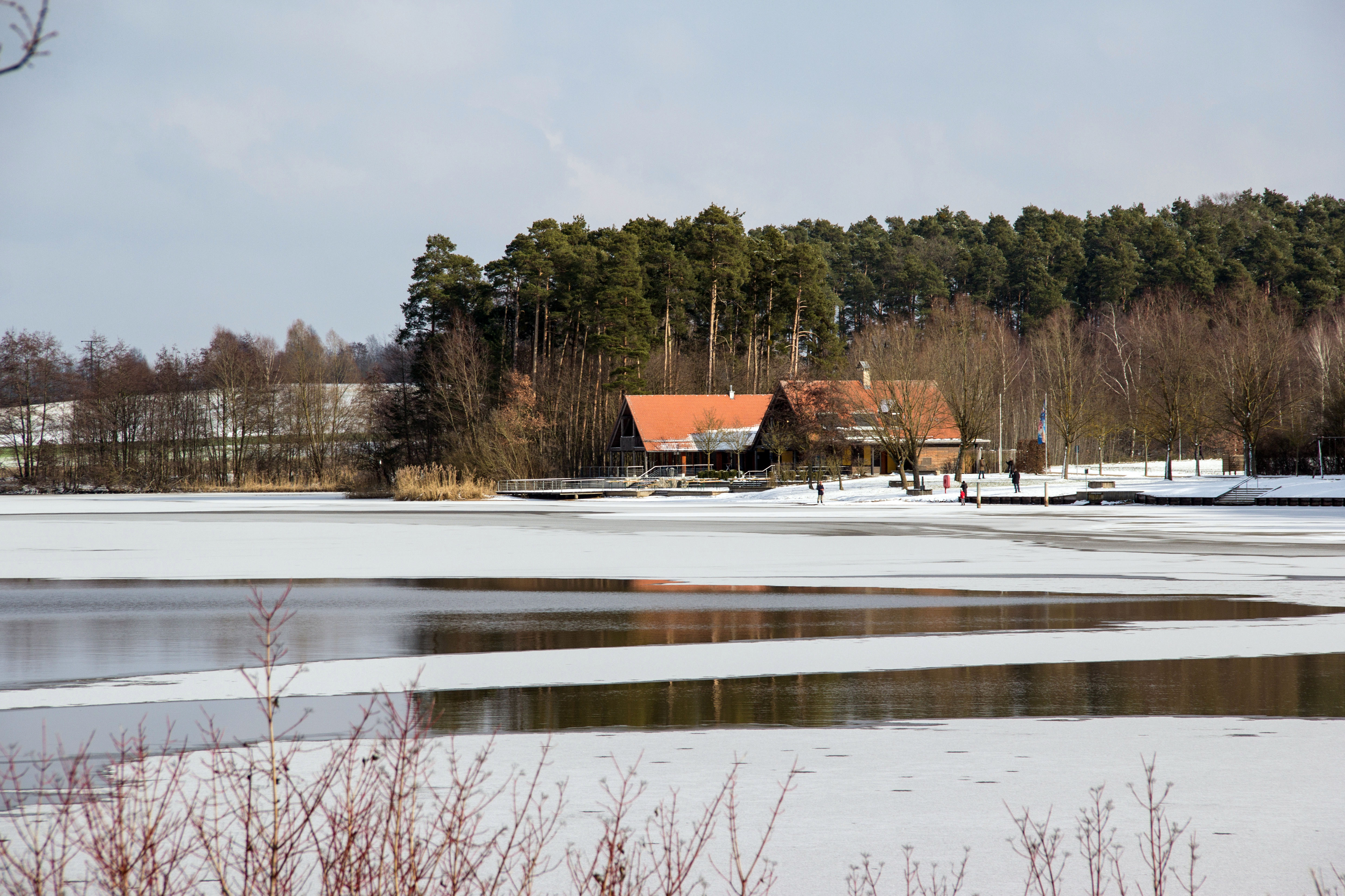

羅特湖（德語：Rothsee），是德國的湖泊，位於該國東南部，由巴伐利亞州負責管轄，處於羅特縣，長3.7公里、寬1.6公里，面積1.6平方公里，海拔高度374米，水體容量790萬立方米。